# Dolina Średzkiej Strugi
Dolina Średzkiej Strugi este o arie protejată (sit de importanță comunitară — SCI) din Polonia întinsă pe o suprafață de 557,04 ha, integral pe uscat.

## Localizare
Centrul sitului Dolina Średzkiej Strugi este situat la coordonatele 52°15′00″N 17°11′43″E / 52.2499°N 17.1952°E.

## Înființare
Situl Dolina Średzkiej Strugi a fost declarat sit de importanță comunitară în octombrie 2009 pentru a proteja 3 specii de animale.

## Biodiversitate
Situată în ecoregiunea continentală, aria protejată conține 2 habitate naturale: Pășuni continentale udate de apa mării, Pajiști cu Molinia pe soluri calcaroase, turboase sau argilos-nămoloase (Molinion caeruleae).
La baza desemnării sitului se află mai multe specii protejate:
- amfibieni (1): buhai de baltă cu burta roșie (Bombina bombina)
- mamifere (2): castor (Castor fiber), vidră de râu (Lutra lutra)

Pe lângă speciile protejate, pe teritoriul sitului au mai fost identificate 3 specii de plante.